# لاندو فاناتا
لاندون أنتوني فاناتا (بالإنجليزية: Landon Anthony Vannata؛ مواليد 14 مارس 1992) هو مُقاتل فنون قتالية مختلطة أمريكي.

## وصلات خارجية
- لاندو فاناتا على موقع يو إف سي (الإنجليزية)
- لاندو فاناتا على موقع شيردوغ (الإنجليزية)
- لاندو فاناتا على موقع Tapology.com (الإنجليزية)
- لاندو فاناتا على موقع IMDb (الإنجليزية)